# Andrzej Potęga

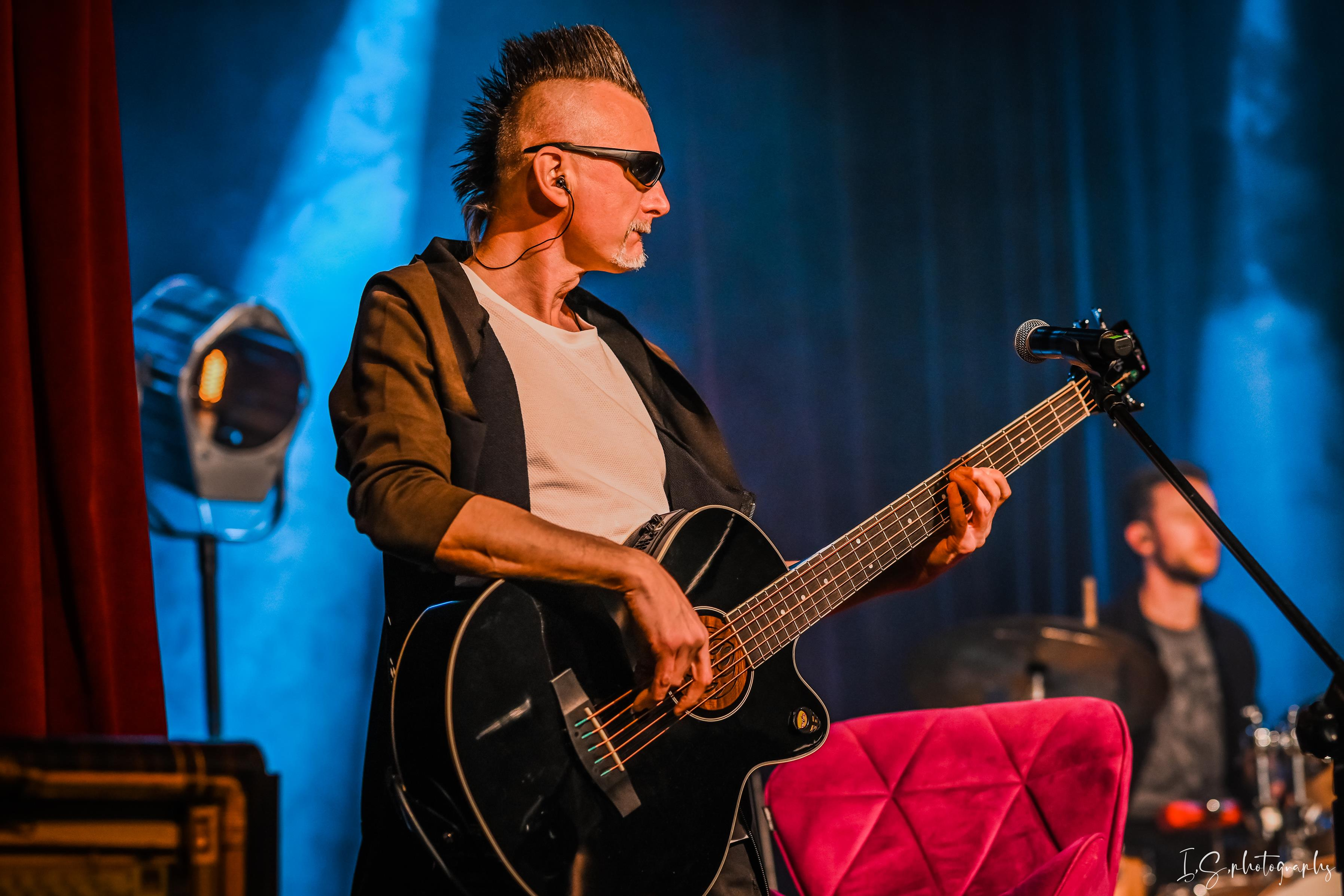
Andrzej Potęga (Pierwiastek) na koncercie Jary ODDZIAŁ ZAMKNIĘTY w Żninie - 9.03.2024

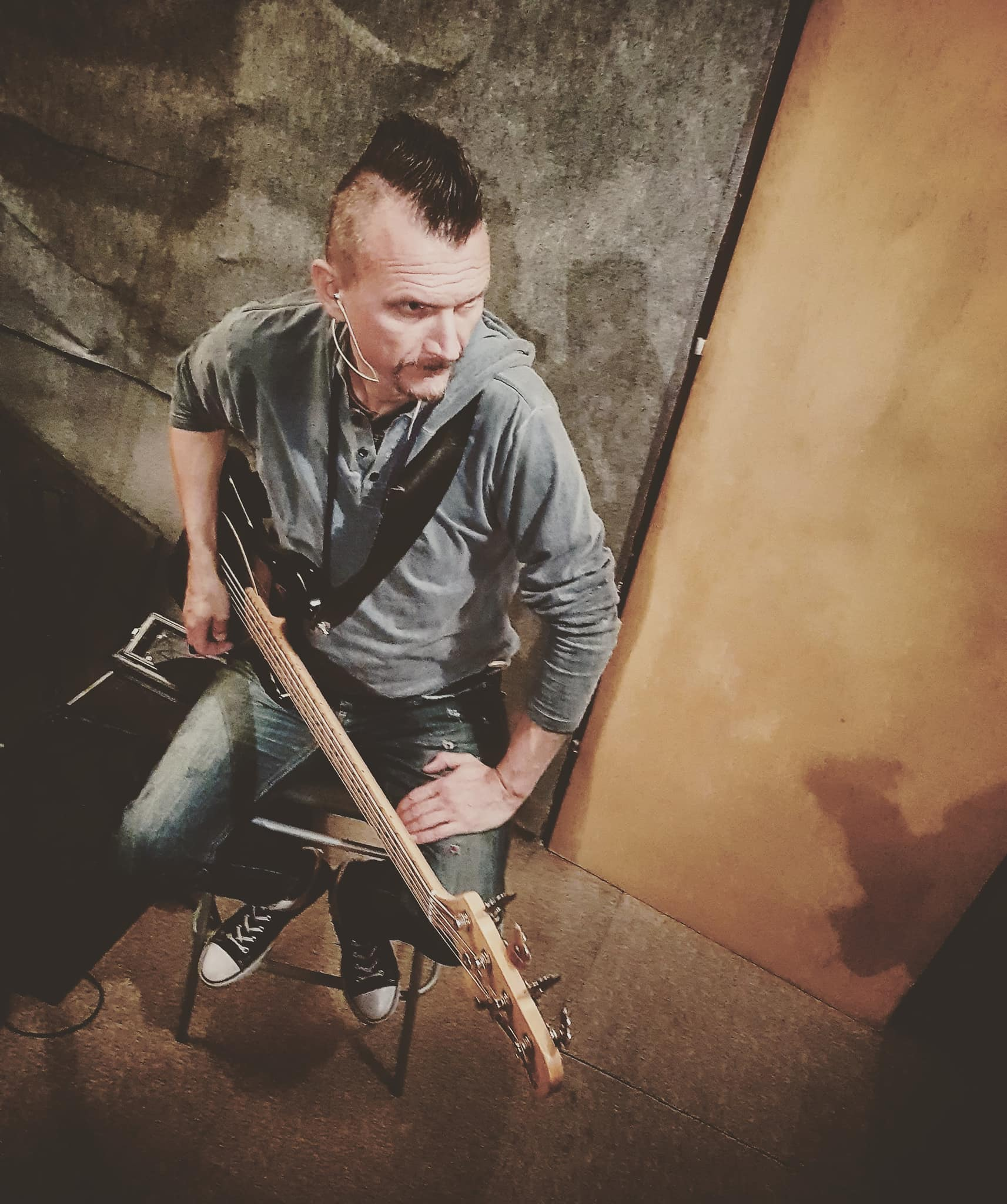
Andrzej Potęga

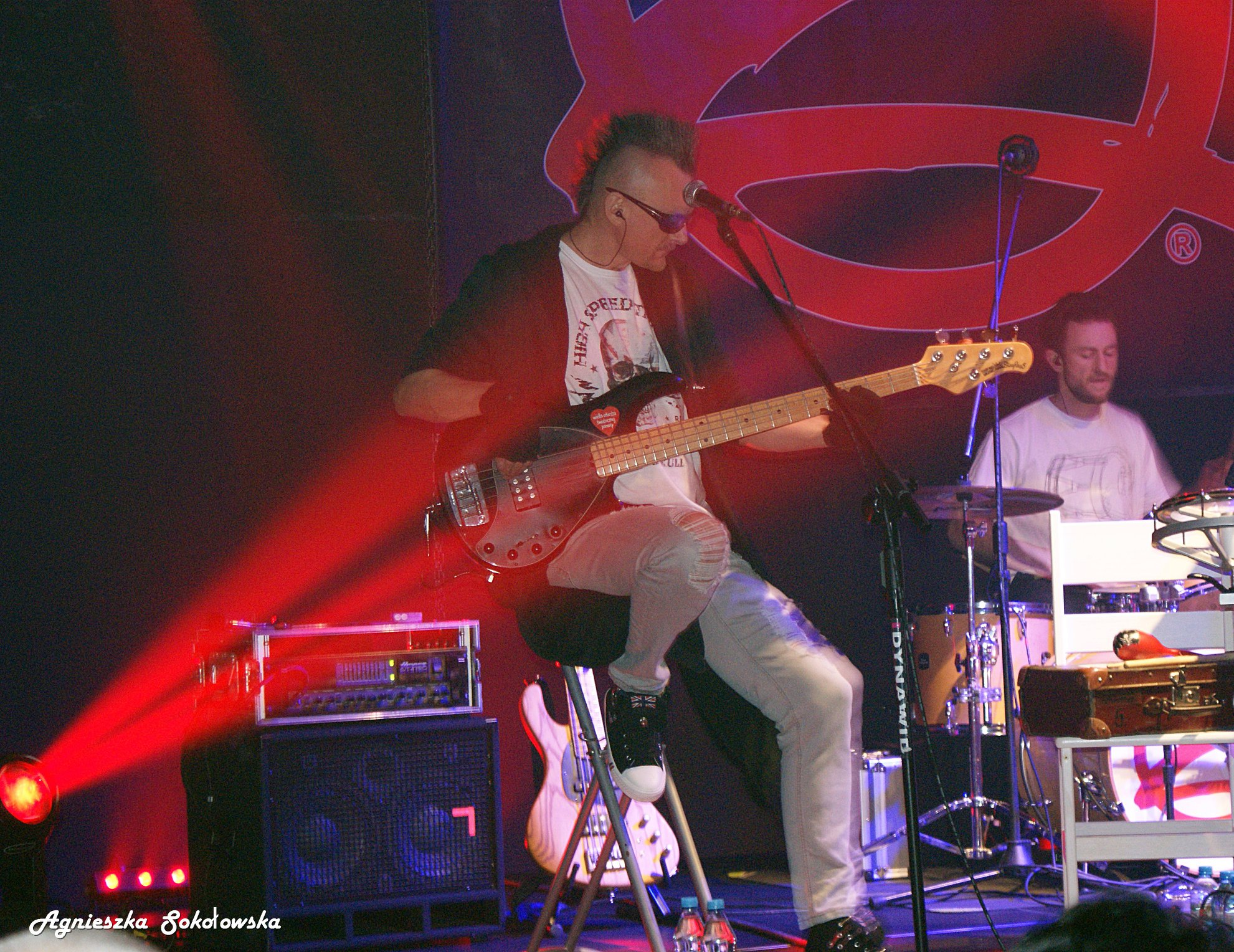
Andrzej Potęga i Michał Biernacki na koncercie zespołu Jary Oddział Zamknięty

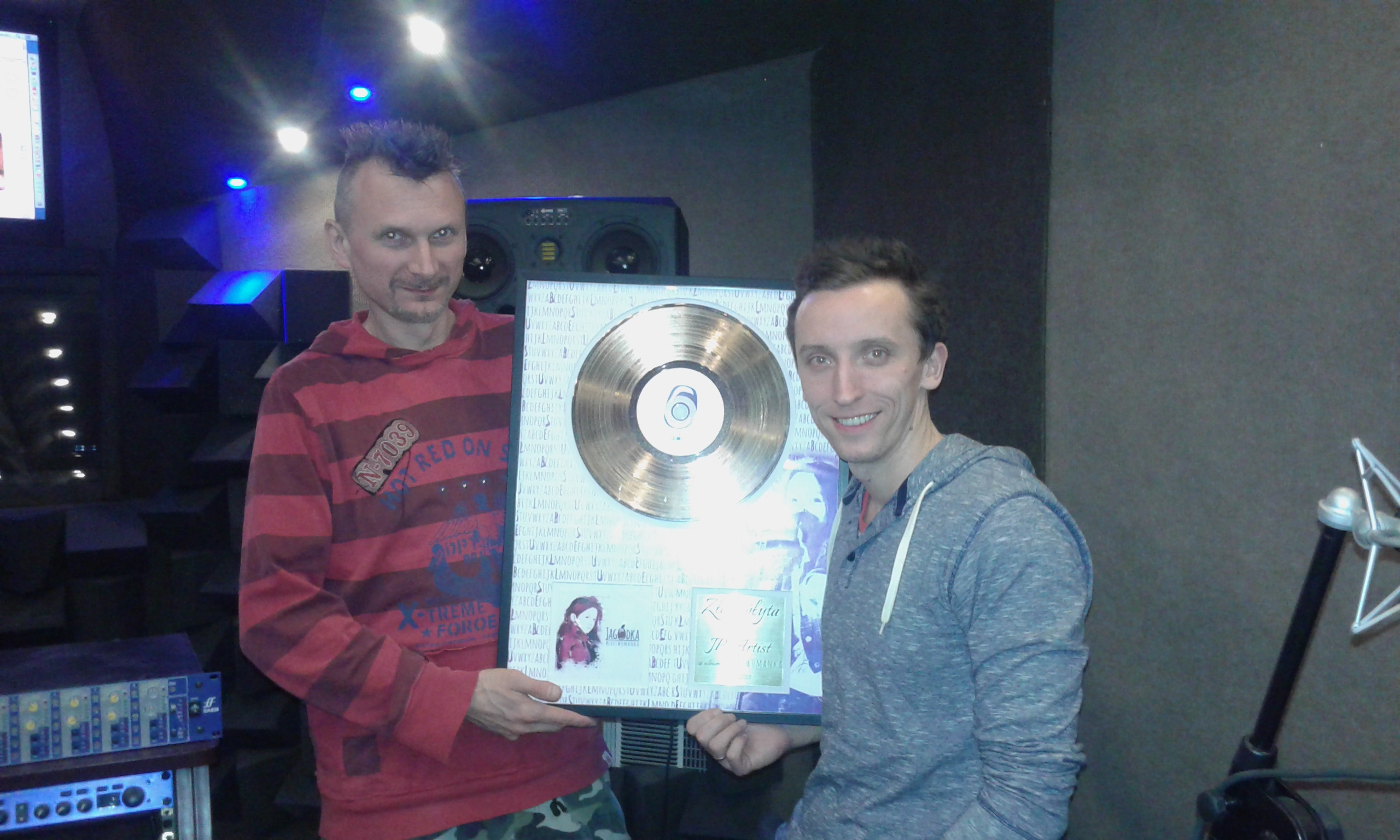
Andrzej Potęga (gitara basowa) oraz Michał Kłopocki (perkusja) ze złotą płytą Jagódka Blueswomanka

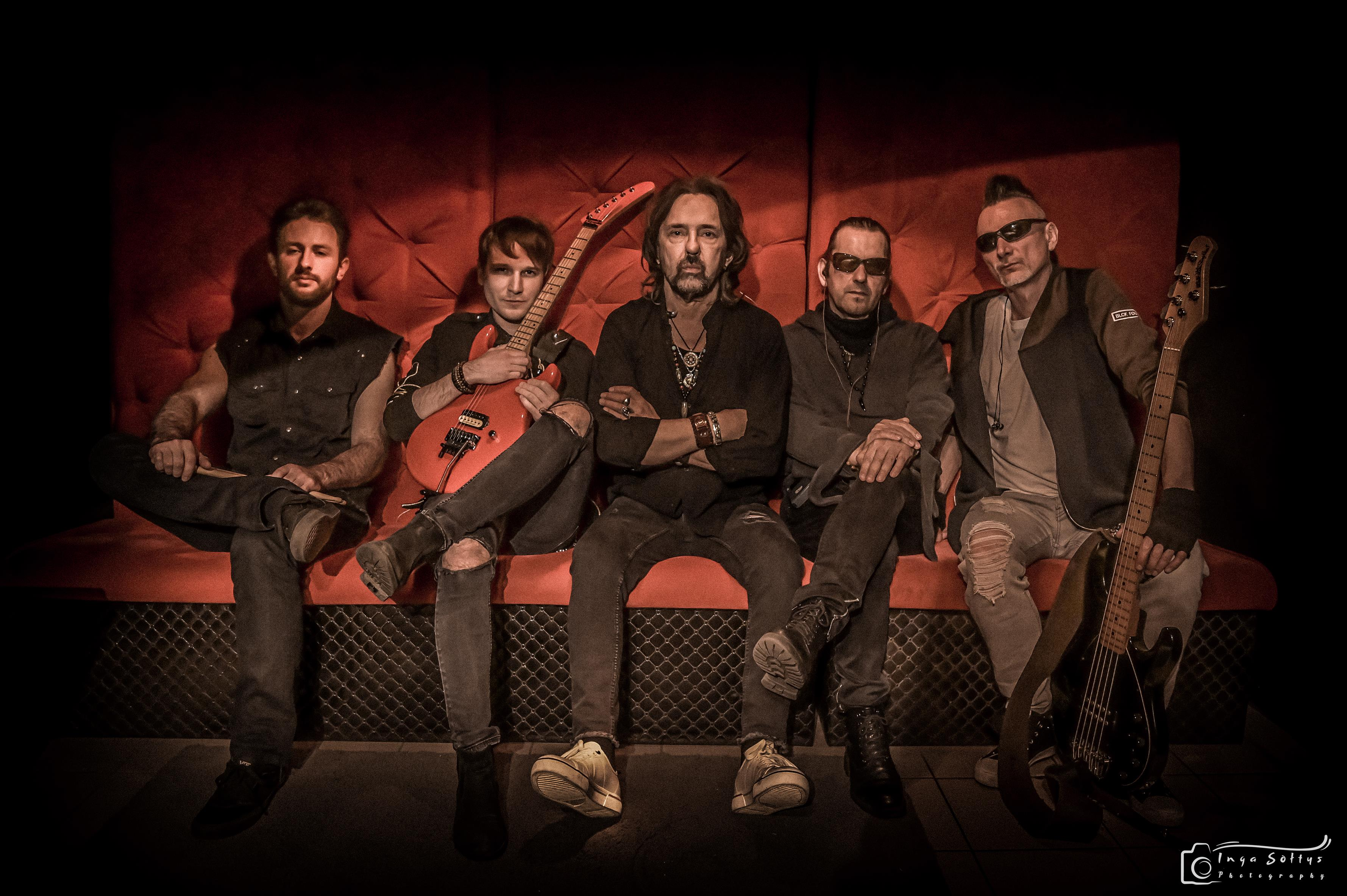
Jary ODDZIAŁ ZAMKNIĘTY przed koncertem w Białymstoku 2024-04-20. Krzysztof "Jary" Jaryczewski, Zbigniew Bieniak, Andrzej "Pierwiastek" Potęga, Michał Biernacki, Dominik NICK Swat.

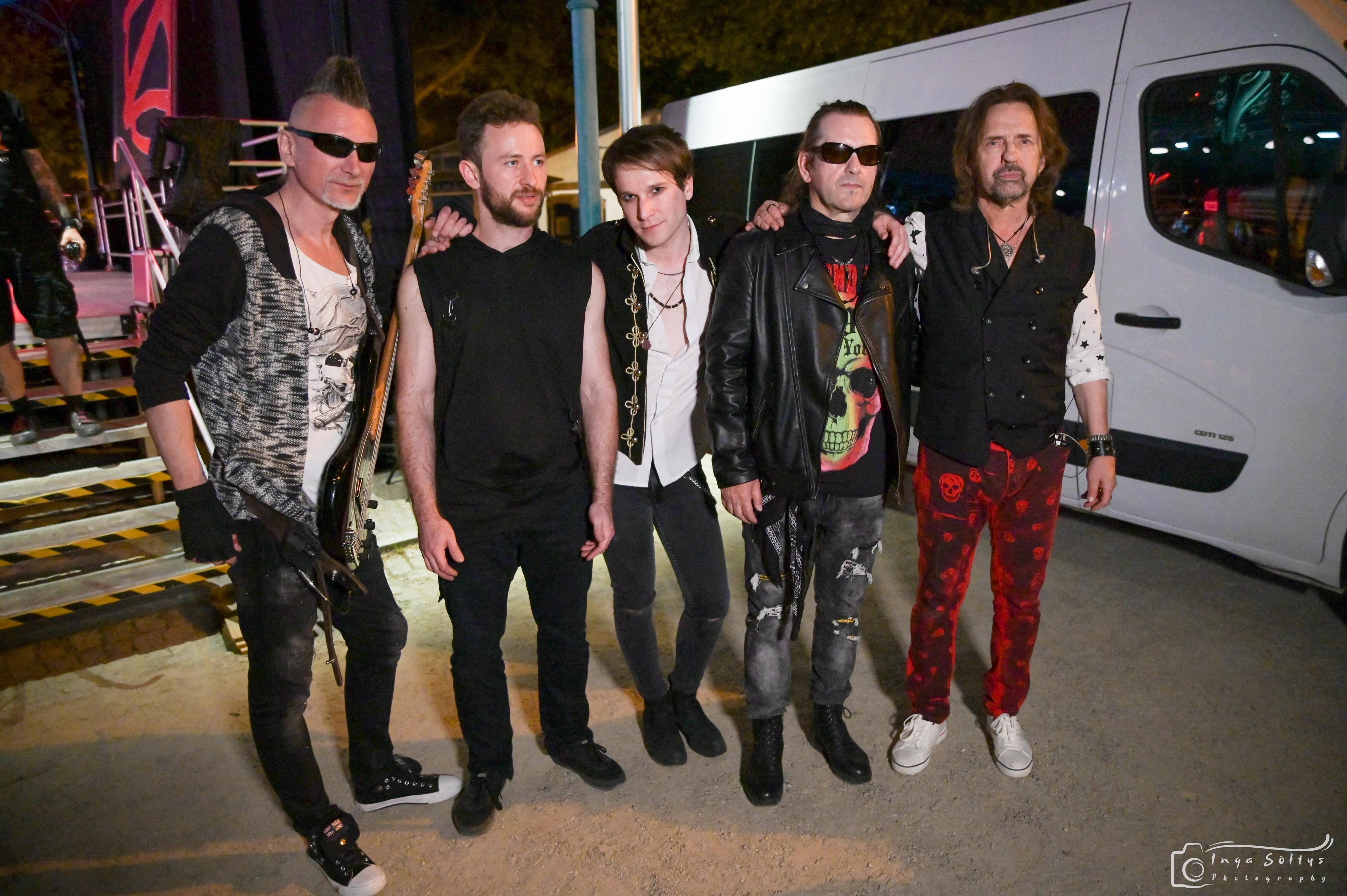
Jary ODDZIAŁ ZAMKNIĘTY na tyłach sceny w Kudowie Zdroju po koncercie 2 maja 2024. Od lewej: Andrzej Potęga, Michał Biernacki, Dominik Nick Swat, Zbigniew Bieniak, Krzysztof Jaryczewski. Foto: Inga Sołtys.

Andrzej „Pierwiastek” Potęga (ur. 9 lutego 1971 w Warszawie) – polski basista i muzyk rockowy. Współpracuje m.in. z grupami Jary Oddział Zamknięty, Zemollem, Funky Tank, Rock Rebelia Band, Buty Sapera, GandahaR, The Ceez i Love & Hate. Współpracował m.in. z Jary Band, Tadeuszem Woźniakiem, Wandą Kwietniewską, Bliss, Markiem Piekarczykiem, Arturem Gadowskim, Jarosławem Wajkiem i 2Late. Uczestniczył przy nagrywaniu kilkudziesięciu płyt rockowych.
W latach 2012–2016 współpracował z grupą 2LATE z którą nagrał dwie płyty i wziął udział w 4 trasach koncertowych w Chińskiej Republice Ludowej.
Od 2013 roku jest członkiem formacji Jary Oddział Zamknięty – założonej przez Krzysztofa Jaryczewskiego. W 2016 zespół wydał album Jary OZ – Krzysztof Jaryczewski. W roku 2016 Jary Oddział Zamknięty wystąpił na koncertach w Stanach Zjednoczonych Ameryki Północnej, a w 2018 wziął udział w trasie koncertowej po Wielkiej Brytanii – UK Tour, podczas której zagrali serię koncertów, m.in. w Londynie czy Edynburgu.
W styczniu 2017 roku znalazł się na okładce magazynu Basista.
Od roku 2020 prowadzi serwis z darmowymi lekcjami na gitarze basowej.

## Wybrana Dyskografia[3][11]
- Jaryczewski Band „Dekadencja” (1996)
- Andrzej Kowalczyk, „Moje Pierwsze Piosenki i Piosenki Moich Przyjaciół”
- Oddział Otwarty, „Oddział Otwarty” (2001)
- Maciej Zembaty, „In My Secret…” (2002)
- No bass no fun, „Wojtek Pilichowski prezentuje” (2003)
- Dom muzyki, „Fixed” (2003)
- Krzysztof Jaryczewski, „Vinyl” (2004)
- Zemollem, „Spadaj na drzewo!” (2007)
- Gandahar – Nowa Kamasutra (2007)
- Andrzej Kowalczyk, „Trans… Formacje”
- Andrzej Kowalczyk, „To mi przypomina drogę”
- „Ballady Rockowe 2”
- Bliss, „One” (2011)
- Jary Band, „Trudno powiedzieć” (2012)
- 2Late, „Don’t let them screw you, round”
- 2Late, „Artificial brain” (2014)
- Jagódka blueswomanka (2015) {złota płyta}
- Jary Oddział Zamknięty, „Jary OZ Krzysztof Jaryczewski” (2016)
- „Lato z Radiem 2017”
- The Ceez, „O chłopcu polskim”
- Jary Oddział Zamknięty – „Stół/Już nie powiem” (2018)
- Jary Oddział Zamknięty - „LilaRóż” (2021)[12][13]
- FUNKY TANK - „Let me go” (2024)[12][13]